# Nehaj (kopec)
Nehaj (správněji Trbušnjak) je název 60 m vysokého návrší nad chorvatským přímořským městem Senj v Licko-senjské župě.

## Dějiny

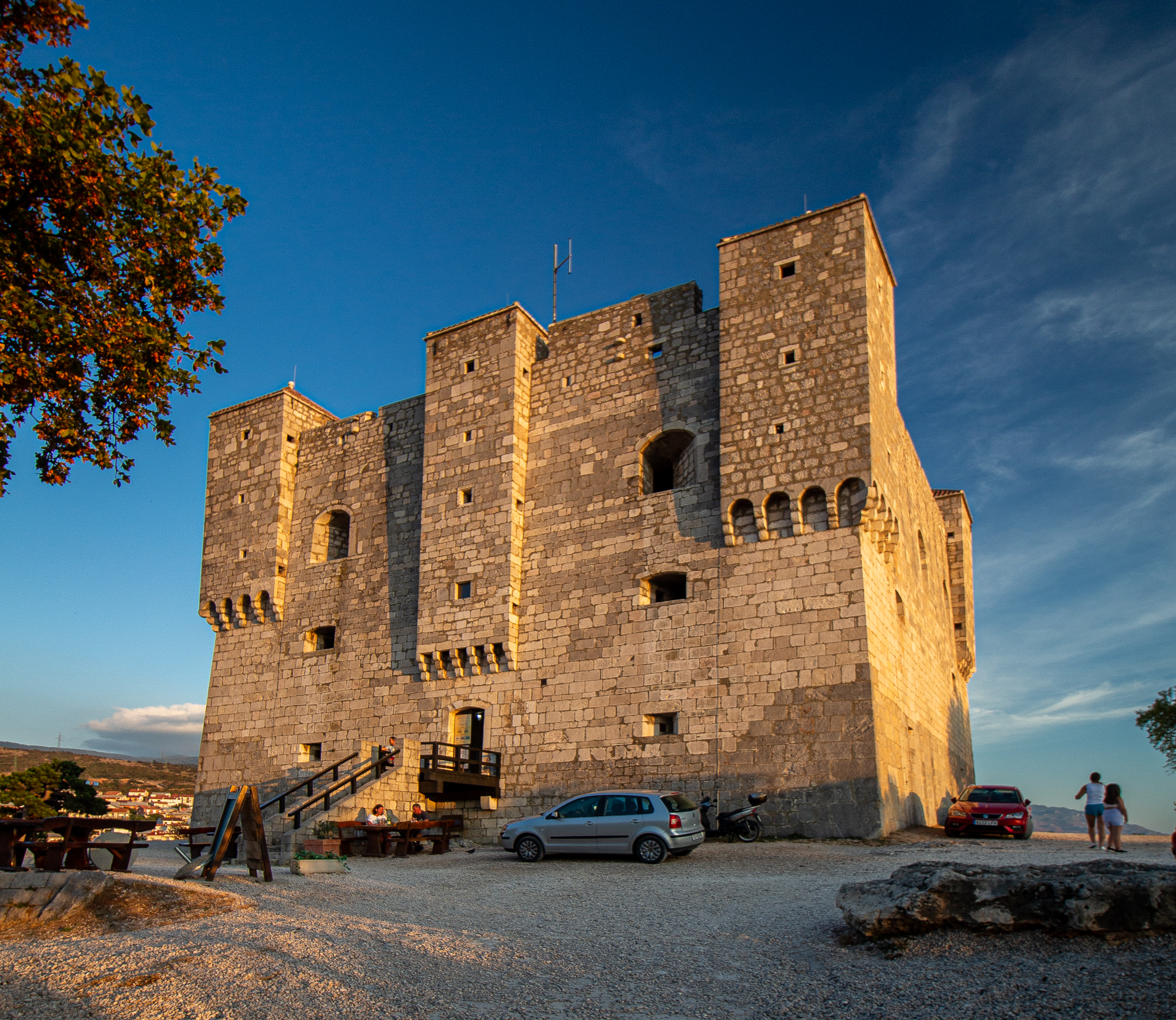
Pevnost Nehaj, známá také jako " Věž Nehaj ", která se nachází na vrcholu kopce Nehaj, je symbolem města Senj.

Název Nehaj pochází z výrazu ne hajati, což by v dnešním kontextu mohlo znamenat nebát se či nestarat se apod. Tento název kopci dali uskoci, kteří na něm z iniciativy generála Ivana Lenkoviće vybudovali obrannou pevnost Nehaj. Jejich jediným a hlavním cílem bylo bránit město proti dobyvačným nájezdům Benátčanů a Turků.
Názvem zřejmě chtěli uskoci obyvatelům města Senj a okolí zdůraznit, aby se nebáli a nestarali o své bezpečí. To v tomto případě skutečně platilo, neboť dokud kopec ovládali uskoci, nepodařilo se jej dobýt žádnému útočníkovi.
Záhy však byl uzavřen mír mezi Habsburky a Benátčany a jednou z jeho podmínek byl odchod uskoků z pevností Nehaj a ze Senje kvůli neustálé hrozbě, kterou působili Benátčanům i Turkům. Odchod uskoků pak znamenal vystavení těchto oblastí častým nájezdům a drancování Turků a Benátčanů.